# Opava (okres Veľký Krtíš)
Opava je obec v okrese Veľký Krtíš v Banskobystrickém kraji na Slovensku. Leží v jihovýchodní části Krupinské planiny přibližně 16 km západně od okresního města. Žije zde 110 obyvatel.
První písemná zmínka o obci pochází z roku 1342.

## Památky
- Evangelický kostel, jednoduchá lidová stavba s polygonálně ukončeným presbytářem  z let 1892-1905.